# Stichorkis torta
Stichorkis torta là một loài thực vật có hoa trong họ Lan. Loài này được (Hook.f.) Marg., Szlach. & Kulak mô tả khoa học đầu tiên năm 2008.